# Cá bốn mắt vảy lớn
Cá bốn mắt vảy lớn, tên khoa học Anableps anableps, là một loài cá bốn mắt được tìm thấy trong vùng nước lợ miền bắc Nam Mỹ và Trinidad. Loài này phát triển đến chiều dài 32 cm (13 in). Cá này có thể được tìm thấy trong các hồ cá thương mại.